# Зандворт
Зандворт (нід. Zandvoort) — місто та громада у провінції Північна Голландія у Нідерландах. До складу муніципалітету, крім безпосередньо однойменного міста, також входить частина села Бентвелд.

## Історія
«Sandevoerde» («піщаний брід») згадується в документах починаючи з 1100 року. До XIX століття це було просто рибальське село, з 1826 року розпочався розвиток цієї місцевості як морського курорту. У 1881 році тут була побудована залізнична станція, в 1899 році Зандворт був з'єднаний трамваєм із Гарлемом, що сильно збільшило приплив відпочивальників. У 1905 році тут був знятий один з перших нідерландських ігрових фільмів — «Пригоди французького пана без штанів на Зандвортському пляжі».